# 里奇菲爾德 (伊利諾伊州亞當斯縣)
里奇菲爾德（英語：Richfield）是位於美國伊利諾伊州亞當斯縣的一個非建制地區。該地的面積和人口皆未知。

## 地理
里奇菲爾德的座標為39°48′55″N 91°06′59″W / 39.81528°N 91.11639°W，而該地的平均海拔高度為220米（即722英尺）。